# Peggy Piesche
Peggy Piesche (Arnstadt, 1968) es una científica literaria y cultural y activista alemana. Trabaja en educación de adultos y como consultora sobre diversidad, interseccionalidad y decolonialidad en la Bundeszentrale für politische Bildung (Agencia Federal para la Educación Cívica de Alemania). Es una de las voces más famosas de mujeres negras en Alemania. Sus identidades también incluyen la lesbiana.

## Trayectoria
Nació en Arnstadt (Turingia) en lo que en 1968 era la República Democrática Alemana (RDA). Entre 1974 y 1984 asistió a una escuela politécnica superior en Arnstadt y luego obtuvo diploma de bachillerato que habilita para el acceso a la universidad (abitur) en la escuela profesional de Gotha-Friedrichswerth. En 1987 se formó como profesora de alemán y ruso en el instituto pedagógico de Erfurt/Mühlhausen. Durante ese tiempo, realizó un semestre en Smolensk, Rusia. Piesche se trasladó a Tubinga después de la caída del muro de Berlín, donde a partir de 1990, estudió literatura alemana contemporánea, historia antigua y filosofía y se graduó con una Maestría en Artes en 1995.
Después de finalizar sus estudios, enseñó en las universidades de Bonn y Bochum entre 1996 y 1999. Posteriormente se trasladó a la Universidad de Utrecht, donde trabajó entre 1996 y 2001 como profesora del Servicio Alemán de Intercambio Académico (DAAD) en el departamento de alemán. En 2001 se convirtió en miembro del programa de posgrado: Literatura de viajes y antropología cultural de la Universidad de Paderborn y ocupó varios puestos docentes en Berlín, en la Universidad Humboldt y en la Universidad Libre. Fue asistente de investigación en la Universidad de Mangucia entre 2004 y 2007, donde coordinó el proyecto financiado Black European Studies.
En 2007, se mudó a los Estados Unidos y enseñó en Vassar College, y desde 2010 en Hamilton College en Nueva York. Entre 2013 y 2016 realizó una investigación para la Academia de Estudios Africanos Avanzados de la Universidad de Bayreuth, centrándose en Zukunftskonzeptionen in Afrika und der Diaspora (conceptos del futuro en África y su diáspora) y donde trabajó en las intersecciones de la diáspora y la translocalidad, la performatividad de las culturas conmemorativas, así como en los estudios del futuro feminista negro y los estudios críticos de raza y blancura.
Después de su trabajo académico, se trasladó al Instituto Gunda Werner de Feminismo y Democracia Generacional de la Fundación Heinrich Böll en 2017. Allí trabajó como conferenciante en temas de justicia reproductiva y políticas de memoria interseccional. Desde noviembre de 2019, dirige el área Diversidad, Interseccionalidad y Decolonización de la Bundeszentrale für politische Bildung (Agencia Federal para la Educación Cívica).

### Compromiso político y activismo
Piesche ha estado activa en el movimiento feminista negro tanto en Alemania como a nivel internacional desde 1990. Es miembro de ADEFRA desde 1990 y durante mucho tiempo fue también miembro honorario de la junta directiva. También actuó como representante en un consejo asesor de ADEFRA para la redacción de la Ley de Igualdad de Trato.
Mientras estuvo en los Estados Unidos, Piesche fue miembro de la Asociación Cristiana de Mujeres Jóvenes. Desde 2016 es miembro del Comité Ejecutivo de ASWAD, la Asociación para el Estudio de la Diáspora Africana Mundial.
Formó parte del grupo de expertos académicos Diversificando Asuntos de ADEFRA para el Senado de Berlín en 2018, que desarrolló medidas para la implementación del Decenio de las Naciones Unidas para los Afrodescendientes 2015-2024. El proceso de consulta se tituló Visibilizando la situación de discriminación y resiliencia social de las personas afrodescendientes.

### Posicionamiento ideológico
Piesche es considerada como una de las voces más conocidas de las mujeres negras en Alemania, es reconocida sobre todo por su experiencia como mujer negra en el contexto de la República Democrática Alemana (RDA). Ha reflexionado sobre la falta de términos para criticar el racismo hacia las personas y grupos no blancos en la RDA. Reflexiona también sobre la percepción de la reunificación desde una perspectiva marginada y migrante, desde la cual la unificación se presentaba principalmente como la unificación de la Alemania Oriental blanca y la Alemania Occidental blanca. Al mismo tiempo, habla del espacio ganado para una mejor organización de la población negra en ambas partes del país.
Además de sus perspectivas negras y de Alemania del Este, Piesche es reconocida por su lesbianismo. Critica a los actores de la escena gay y lesbiana alemana y califica el Christopher Street Day de historia despolitizada y convencionalizada en la que las personas negras, queer y trans no están representadas. Asimismo, aboga por la decolonización de la conmemoración del movimiento de 1968, en la que no se reconoce suficientemente la contribución del movimiento negro y de personas de color.

## Obra seleccionada
- 1999 - Befindlichkeit im Raum.
- 1999 - Tabu?!–Wovon man nicht spricht... Interkulturelle Kommunikation in deutsch-niederländischen Beziehungen.
- 1999 - Identität und Wahrnehmung in literarischen Texten Schwarzer deutscher Autorinnen der 90er Jahre.
- 1999 - Aufbrüche: Kulturelle Produktionen von Migrantinnen, Schwarzen und jüdischen Frauen in Deutschland.
- 2002 - Wasser aus der Wüste. Schwarze Autorinnen in Deutschland. Eine Anthologie.
- 2005 - Mythen, Masken und Subjekte.[4]
- 2011 - With Susan Arndt: Weißsein. Die Notwendigkeit Kritischer Weißseinsforschung. ISBN 978-3-89771-501-1
- 2012 - Euer Schweigen schützt Euch nicht: Audre Lorde und die Schwarze Frauenbewegung in Deutschland. ISBN 978-3-936937-95-4.[4]
- 2016 - Inscriptions into the Past, Anticipations of the Future: Audre Lorde and the Black Woman's Movement in Germany.
- 2018 - Exclusionary Acts: The Un-Making of Black German Agency in Transnational Black (German) Studies 2-3.
- 2019 - Decolonize 68! Zur Methode einer intersektionalen Erinnerungsarbeit.
- 2019 - Politische Intersektionalität als Heilungsangebot. ISBN 978-3-86928-198-8